# Campionat del Món de Clubs de Futsal de l'AMF
El Campionat del Món de Clubs de Futsal de l'AMF és la màxima competició de clubs a nivell mundials de futbol sala organitzada per l'Associació Mundial de Futsal (AMF). Entre 1986 i 1999 la competició fou organitzada per la FIFUSA, organització predecessora de les actuals UEFS i AMF. S'ha disputat de manera intermitent.

## Historial
| Campionat del Món de Clubs de Futsal AMF |      |                |                        |                   |
| Edició                                   | Any  | Seu            | Campió                 | Segon classificat |
| I                                        | 1986 | Rio de Janeiro | Bradesco               | Interviú          |
| II                                       | 1988 | Rio de Janeiro | Bradesco               | Perdigão          |
| III                                      | 1990 | Asunción       | Perdigão               | Simón Bolívar     |
| IV                                       | 1999 | Bogotà         | Rubio Ñu               | Saeta             |
| V                                        | 2005 | Espanya        | Deporcentro Casuarinas | Almaz Al Rosa     |